# Zaletta rotifer
Zaletta rotifer är en insektsart som beskrevs av Webb 1983. Zaletta rotifer ingår i släktet Zaletta och familjen dvärgstritar. Inga underarter finns listade i Catalogue of Life.